# Jan Baran (żołnierz)
Jan Baran ps. „Dąbrowa” (ur. 17 grudnia 1896 w Łysowie, zm. 11 kwietnia 1967) – działacz ZWZ, żołnierz AK, jeden z najbliższych współpracowników Hubala.

## Życiorys
Jego rodzicami byli Jan i Antonina z domu Krzymowska /herbu Ślepowron/. W latach 1903–1909 chodził do szkoły w Józefinie gm. Łopuszno pow. Końskie. Po ukończeniu szkoły w 1909 r. mieszkał z rodzicami i pomagał ojcu, który był gajowym pracując w służbie ochrony lasu.
Służbę wojskową po powołaniu rozpoczął w 13 Pułk Ułanów Wileńskich, gdy już trwała wojna z bolszewikami. W tym czasie zastępcą dowódcy pułku był ppłk Jerzy Dąmbrowski. Odbywał również służbę w Komendzie Placu w Ozorkowie, jako Szef kancelarii u Dowódcy Placu, następnie w Baonie Zapasowym 79 pp w Brześciu nad Bugiem i w Grodnie. Do rezerwy przeszedł 24 kwietnia 1921 r. w stopniu plutonowego. Po wyjściu do cywila w kwietniu 1921 r. wstąpił do Policji Państwowej w Wilnie powiatu Stara Wilejka i przesłużył do końca 1924 r. Po zwolnieniu się z Policji wrócił w rodzinne strony i 1 stycznia 1925 r. rozpoczął pracę w charakterze dozorcy zrębowego leśnictwa Salachowy Bór i Radoszyce. 1 października 1926 r. podjął obowiązki gajowego leśnictwa Radoszyce.
W październiku 1939 r. do gajówki w Zychach, gdzie gajowym był Jan Baran, przybył major Hubal wraz z ułanami. Gajowy zakwaterował u siebie majora Hubala, natomiast pozostali ułani zostali zakwaterowani według wskazań gajowego u zaufanych gospodarzy ze wsi Zychy. Wybierając gajówkę Zychy na dłuższy postój major Hubal postanowił, że będzie to miejsce, w którym rozpocznie organizację i rozbudowę swego oddziału. Pomagał mu gajowy Jan Baran, który kontaktował go z okolicznymi oficerami i podoficerami rezerwy, nauczycielami, duchowieństwem, pracownikami gminy, jak np: Jan Stoiński, Józef Liśkiewicz, Józef Wyrwa, Jan Pacek, Stanisław Wilk, Alfons Krysiński, Stanisław Bednarski, Józef Sadowski, ks. Adam Łukawski i Pawłowski. Za pośrednictwem tych ludzi major Hubal nawiązał kontakty w całym powiecie koneckim. Gajówka Zychy stała się pierwszym tajnym ośrodkiem ruchu podziemnego na tym terenie, skąd wychodziły instrukcje organizacyjne i szkoleniowe. Hubal mianował Jana Barana pierwszym dowódcą kadrowej drużyny strzeleckiej w Zychach, który przyjął pseudonim „Dąbrowa”. Do oddziału dołączyło kilka osób, m.in. Marianna Cel ps. „Tereska”.
W związku z tym, iż oddział się rozrastał, a Niemcy skupiali na tych terenach coraz więcej wojsk, major Hubal podjął decyzję o opuszczeniu gajówki w Zychach z całym Oddziałem w godzinach wieczornych 31 października 1939 r. Następnego dnia w wyniku donosu Niemcy aresztowali Jana Barana oraz 16 mieszkańców Zych za udzieloną pomocą oddziałowi majora Hubala. Wyrokiem Sądu Polowego 372. Dywizji Piechoty Wehrmachtu z Tomaszowa Mazowieckiego na sesji wyjazdowej tzw. posiedzeniu publicznym w Sali Straży Pożarnej w Końskich odbytym 26 i 27 marca 1940 r. Jan Baran został skazany na 8 miesięcy więzienia.
Jan Baran ps. ”Dąbrowa” na wolność wyszedł 22 listopada 1940 r. i podjął działalność konspiracyjną w ZWZ i w AK. Wymieniony jako zakonspirowany członek AK w terenie, po ogłoszeniu 15 sierpnia 1944 r. przez komendanta okręgu AK Kielce rozkazu o koncentracji oddziałów z okręgu „Jodła” w lasach koło Przysuchy w celu udzielenia pomocy walczącej stolicy, stawił się wraz z siedmioma akowcami z Wisów i Zych na zbiórkę w Jóźwikowie. Następnie został wcielony z pozostałymi do 3 Pułku Piechoty Legionów Armii Krajowej.
Po wojnie Jan Baran znów pracował jako gajowy w Zychach do grudnia 1947 r. i w tym też miesiącu decyzją przełożonych został przeniesiony do Nadleśnictwa Smardzewice na leśniczego Leśnictwa Ciebłowice.
Po latach został zaproszony wraz z 35 Hubalczykami na 30 kwietnia 1966 r. do Zarządu Głównego ZBoWiD w Warszawie na uroczystość nadania pośmiertnie majorowi Henrykowi Dobrzańskiemu Złotego Krzyża Orderu Virtuti Militari IV klasy, który odebrała córka majora, Krystyna Dobrzańska-Sobierajska.